# Panelus imitator
Panelus imitator är en skalbaggsart som beskrevs av Vladimir Balthasar 1972. Panelus imitator ingår i släktet Panelus och familjen bladhorningar. Inga underarter finns listade i Catalogue of Life.